# Oriximiná (ort)
Oriximiná är en ort i Brasilien.   Den ligger i kommunen Oriximiná och delstaten Pará, i den centrala delen av landet, 1 800 km nordväst om huvudstaden Brasília. Oriximiná ligger 34 meter över havet och antalet invånare är 35 581.
Terrängen runt Oriximiná är platt. Det finns inga andra samhällen i närheten. 
Trakten runt Oriximiná består huvudsakligen av våtmarker. Trakten runt Oriximiná är nära nog obefolkad, med mindre än två invånare per kvadratkilometer.